# Comas (distrito de Concepción)
Comas é um distrito da província de Concepción, localizado do Departamento de Junín, Peru.

## Transporte
O distrito de Comas é servido pela seguinte rodovia:
- JU-108, que liga o distrito à cidade de Huancayo
- PE-5SB, que liga a cidade de Satipo ao distrito de Concepción[2][3][4]